# August Seidel (Maler)

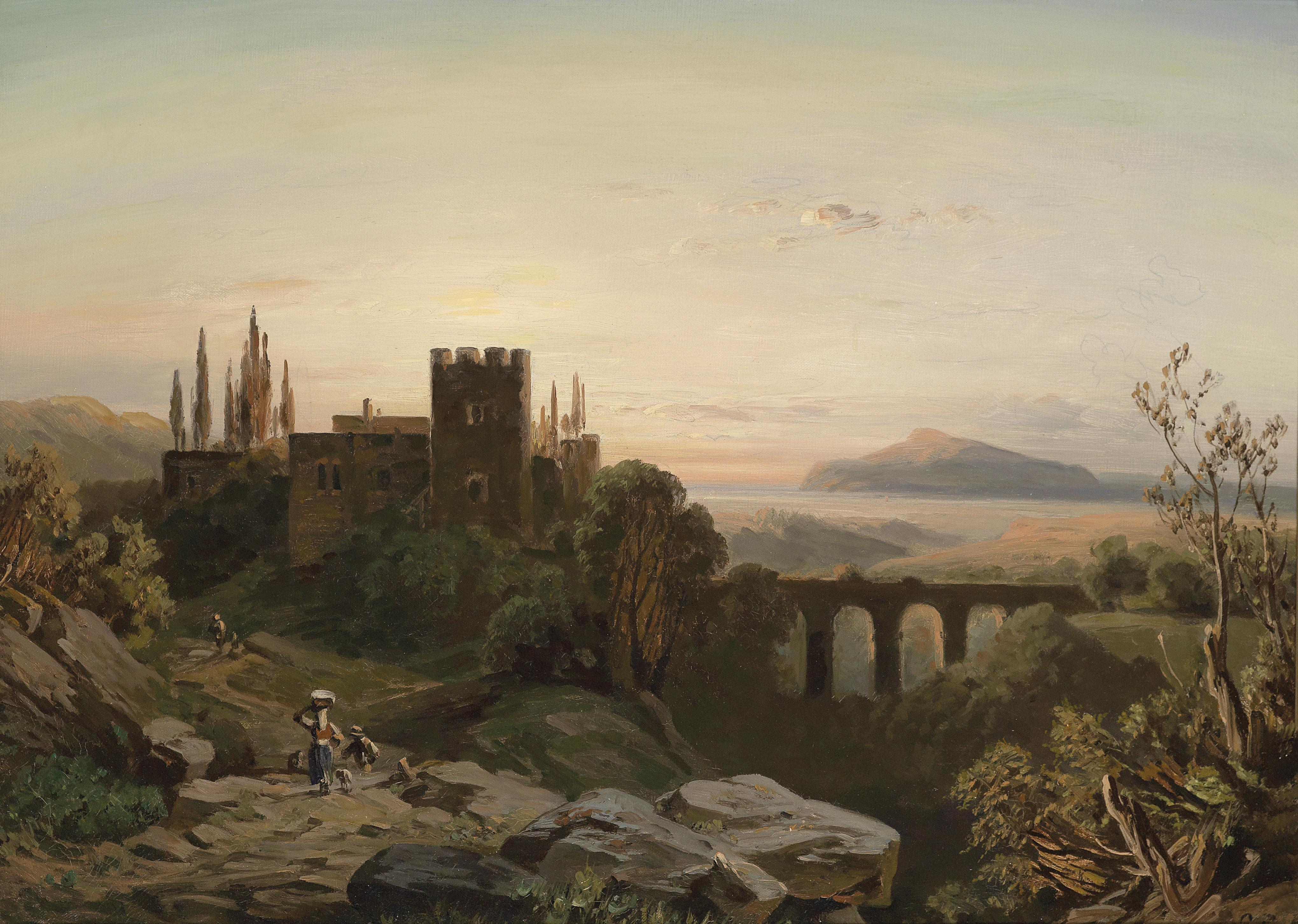
Südliche Ansicht im Abendrot

August Mauritius Seidel (* 5. Oktober 1820 in München; † 2. September 1904 ebenda) war ein deutscher Landschaftsmaler und Bruder des Malers Franz Seidel (1818–1903).
Seidel studierte ab dem 2. November 1836 an der Königlichen Akademie der Künste in München sowie privat bei Carl Rottmann. Nach dem Studium war er in München als Landschaftsmaler tätig. Ab 1838 war er Mitglied des Münchner Künstlervereins. 1845 unternahm er eine Studienreise nach Italien, 1863 besuchte er Paris. 
In seinen Bildern ist der Einfluss von John Constable und der Schule von Barbizon erkennbar. Seine Werke befinden sich u. a. in den Sammlungen der Neuen Pinakothek.
Seidels Grabstätte befindet sich auf dem Münchner Ostfriedhof (Grab 44-2-25).